# Cinnamomum stereophyllum
Cinnamomum stereophyllum là loài thực vật có hoa trong họ Nguyệt quế. Loài này được (Meisn.) Kosterm. miêu tả khoa học đầu tiên năm 1961.